# Zénobe Alexis de Lespinay
Zénobe Alexis de Lespinay (10 janvier 1854 à Chantonnay - 1er juillet 1906 à Paris 7e) est un homme politique français des XIXe et XXe siècles.

## Biographie
Zénobe de Lespinay nait en Vendée, dans le manoir familial de Chantonnay, le 10 janvier 1854. Il est issu d'une vieille famille noble de Bretagne (Jean de Lespinay, trésorier de Bretagne au XVe siècle), monarchiste puis ralliée à l'Empire, qui compte un marquis de Lespinay député en 1811 et le général baron de Lespinay (1789-1869), baron de l'Empire en 1814, maréchal de camp en 1827 et grand officier de la Légion d'honneur.
Après ses études, Zénobe Alexis se consacre à la gestion de ses propriétés rurales et de sa fortune mais accepte, sous la IIIe République, la mairie de Chantonnay avant d'être élu conseiller général.
Il est membre de la Société des agriculteurs de France. En 1898, il achève la construction du château de la Mouhée à Chantonnay où il réside à partir de cette date avec son épouse Marie-Thérèse Benoist d'Azy, historienne auteur de nombreux livres sur l'histoire Lespinay et d'une longue chronique de sa vie en Vendée dans les châteaux en ce temps-là.
Aux élections générales du 8 mai 1898, il se présente comme candidat conservateur contre Louis Marchegay, député sortant républicain qu'il bat au premier tour de scrutin par 9 347 voix contre 8 688 sur 18 499 votants et 21 492 inscrits.
Siégeant parmi les membres de la droite conservatrice, Lespinay appartient à la commission du commerce et de l'industrie.
Il intervient en 1901 pour demander une amélioration du statut des agents des haras nationaux et dépose une proposition de loi tendant a indemniser les victimes de l'orage du 9 juin 1901 à La Roche-sur-Yon.
Aux élections générales du 27 avril 1902, il se représente et l'emporte sur son adversaire républicain, Foy, par 10 896 voix contre 7 994 sur 19 308 votants et 21 607 inscrits.
Il appartient aux commissions de l'agriculture et du commerce et intervient, lors de la discussion du budget de l'Instruction publique de 1903, sur le fonctionnement des pensionnats des écoles primaires supérieures de garçons.
Le 6 mai 1906, de nouveau candidat, il est encore élu par 10 350 voix sur 19 369 votants et 22 344 inscrits contre 9 428 suffrages à son adversaire républicain, Daniel Lacombe, qui devait pourtant bientôt lui succéder.
En effet, le marquis de Lespinay meurt à l'âge de 52 ans, le 1er juillet 1906 à Paris.

### Vie familiale
Zénobe Alexis est le fils cadet de Charles Alexis (9 novembre 1820, château du Pally, Chantonnay - 8 février 1887, château de la Mouée, Chantonnay), marquis de Lespinay, marié le 7 janvier 1851 (Chantonnay) avec Alexandrine Eugénie Le Bœuf de Saint-Mars (15 septembre 1834, Chantonnay - 22 décembre 1912, Château de la Mouée, Chantonnay).
Son frère aîné, Calixte (24 octobre 1851 - 11 juin 1877, Bourg (Ain)), meurt sans alliance.
Le marquis de Lespinay épouse le 7 juin 1879 (Paris VIIe) Louise Marie Thérèse Benoist d'Azy (10 août 1858, Fourchambault - 24 avril 1940, Chantonnay), fille de Pierre Paul Ernest, comte Benoist d'Azy et de Claire Mélanie Jaubert. Ensemble, ils eurent :
La descendance de Zénobe Alexis de Lespinay compte parmi familles subsistantes de la noblesse française et de la noblesse d'Empire. La branche aînée porte le nom patronymique de « de Lespinay », tandis que la branche cadette porte le nom patronymique de « de L'Espinay ».

## Fonctions
- Mairie de Chantonnay (1896-1906) ;
- Conseiller général (IIIe République) ;
- Député de la Vendée.

## Titres
- Marquis de Lespinay.

## Armoiries
« Armes des Lespinay et L'Espinay : D'argent, à trois buissons d'épines de sinople posées deux et une. Devise : sequamur quo fata vocant,, »

 Armes parlantes.
(espinay ⇔ épines).